# Lepanthes pteropogon
Lepanthes pteropogon là một loài lan được tìm thấy ở Colombia to El Salvador.